# Palawanbuulbuul
De palawanbuulbuul (Alophoixus frater; synoniem: Criniger frater) is een zangvogel uit de familie Pycnonotidae (buulbuuls).

## Verspreiding en leefgebied
Deze soort is endemisch op het eiland Palawan in het zuidwesten van de Filipijnen.